# Cornell 1964
Charles Mingus Sextett with Eric Dolphy: Cornell 1964 – so der vollständige Titel des Albums – ist ein Jazz-Album von Charles Mingus. Es wurde live am 18. März 1964 in der Aula der Cornell University in Itaca, New York aufgenommen und im Jahr 2007 von Blue Note Records veröffentlicht.

## Vorgeschichte des Cornell-Konzerts
Das Jahr 1964 gilt bei vielen Kritikern als einer der Höhepunkte in der musikalischen Biografie des Bassisten, Komponisten und Bandleaders, vor allem durch seine Europatournee im April dieses Jahres, dokumentiert auf einer Reihe von Tonträgern wie The Great Concert, Paris 1964. Mingus bildete sein Sextett Anfang des Jahres in New York City, nachdem er im Jahr zuvor sein „opus magnum“ The Black Saint and the Sinner Lady mit einem erweiterten Ensemble eingespielt hatte. Nach einigen Umbesetzungen, in denen Mingus auch kurze Zeit probeweise mit Eddie Preston, Garnett Brown, Joe Albany, Booker Ervin und Pepper Adams gearbeitet hatte, bildete er sein neues Sextett erst endgültig während eines zweimonatigen Engagements im New Yorker Club Five Spot. Im Vorfeld der bevorstehenden Europa-Tournee bestritt das Sextett von Charles Mingus, zu dem schließlich Johnny Coles (Trompete), Eric Dolphy (Altsaxophon, Flöte, Bassklarinette), Clifford Jordan (Tenorsaxophon), Jaki Byard (Piano) und Dannie Richmond (Schlagzeug) gehörten, Auftritte in den Vereinigten Staaten, zunächst unmittelbar nach dem Five Spot-Engagement das Konzert in der Aula der Cornell University am 18. März 1964.

## DasCornell-Konzert, März 1964
Zum Repertoire der Mingus-Band bei dem Cornell-Auftritt gehörten, solistisch eingeleitet durch ATFW You von Pianist Jaki Byard neben den zwei Duke-Ellington-Standards Sophisticated Lady und Take the “A” Train Charles Mingus’ ausgedehnte Kompositionen Meditations und Fables of Faubus, So Long Eric und Orange Was the Colour of Her Dress, Then Blue Silk.
Mingus lässt das Konzert mit zwei „Beschwörungen der Jazz-Vergangenheit“ beginnen, mehr oder weniger solistischen Stücken, zunächst Jaki Byard „enzyklopädischem Ritt“ durch die Musikgeschichte, mit Zitaten aus Bebop, Ragtime, Boogie-Woogie, klassischer Musik und mehr, ein „kombinierter Tribut an Art Tatum und Fats Waller“.
Anschließend spielt Charles Mingus sein vierminütiges Spiel über Ellingtons Sophisticated Lady, gelegentlich sind zurückhaltend „geflüsterte Piano-Akkorde“ von Jaki Byard zu hören. Der Kritiker Werner Stiefele notierte: „Mingus überträgt die Melodie so raffiniert auf sein Instrument, dass er in flirrenden Momenten sogar eine Übersetzung für die originalen Growlsounds der Bläser findet.“
Nach dieser Einstimmung folgt eine halbstündige Version von Fables of Faubus; die ausgedehnte Form dieser Komposition von 1959 beginnt mit einer Einleitung von Dolphy und Jordan; Gary Giddins beschrieb dies wie „einen frischen Wind“, und die folgenden Solos und Kadenzen seien gespickt mit musikalischen Zitaten, wie etwa Jaki Byards Anspielungen auf den Yankee Doodle, Lift Every Voice and Sing und Chopins Trauermarsch, und Mingus zitiere die Tonleiter des Harold-Arlen-Klassikers Blues in the Night hin zur Peer-Gynt-Suite, Jerome Kerns Pick Yourself Up und Ol’ Man River und schließlich Gershwins It Ain’t Necessarily So. Diese Solo-Sequenzen gäben dem politisch motivierten Opus eine düster-komische Wirkung.
Mingus hatte seine Komposition Orange Was the Color of Her Dress, Then Blue Silk zunächst auf seinem Solopiano-Album Mingus Playes Piano (Impulse!, 1963) entwickelt; schließlich arbeitete er die endgültige Form mit seinen Musikern im Five Spot aus.
Orange Was the Color of Her Dress, Then Blue Silk wird hier von Johnny Coles angeführt, Coles spielt sein Instrument gestopft; seine Trompete wird kontrastierend umgeben von Jordans warmen Tenor und Dolphys quakender Bassklarinette. Nach Ansicht von Gary Giddins zeige Mingus im weiteren Verlauf des Stücks seine Zustimmung mit der in sein eigenes Solo eingeflochtenen Passage aus Harry Warrens I’ll String Along with You. Danach spielt das Ensemble Mingus’ einzige Sextett-Version von Billy Strayhorns Take the A Train, eine „lebhafte musikalische Toberei“; Mingus und Danny Richmond zeigten mit ihren Solos dem Swing neue Richtungen auf, Jaki Byrd mengt in sein Solo Stride-Passagen ein.

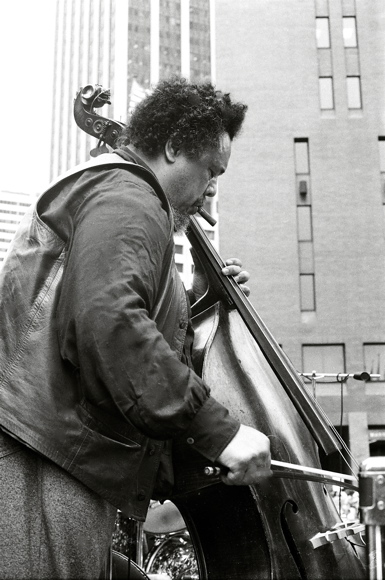
Charles Mingus (1976)

Die zweite CD des Konzert-Mitschnitts beginnt mit der halbstündigen Version von Meditations.
Eine der Höhepunkte des Konzerts bildet Eric Dolphys „telepathisches Zusammenspiel“ mit Mingus, als sie ein Duett in der Einleitungssequenz von Meditations spielen. Nach Ansicht des Kritikers Greg Campshire ist es – zusammen mit Fables of Faubus das zentrale Stück des Albums, „der Meister am Bass spielt einen klagenden gestrichenen Bass, der sich mit Dolphys melancholischem Flötenspiel verflechte. So schaffen sie eine einzige, bezwingende Stimme, die nur von den satten, repetitiven Bläserfiguren Jonny Coles´und Clifford Jordans begleitet werden.“ Die Kompositionen Meditations und Fables of Faubus „erhielten dabei eine epische, halbstündige Behandlung, die voll mit ausgewechselten Stimmungen und Tempi“ sei.
Meditations sei gleich zu Beginn durch eine „ernsthafte, kontemplativ-geistige Gemeinschaft“ geprägt – von Mingus’ Bogenspiel, Byards „gelehrtenhaften“ Piano und Dolphys Flöte. Nach über sieben Minuten wird die meditative Grundstimmung schlagartig durch Dolphys Themenspiel auf der Bassklarinette verändert, der das Ensemblespiel einläutet; es folgt ein längeres Solo Dolphys, bis wieder Ensemblepassagen weitere Soli einleiten. Nach einer furiosen Kollektivimprovisation führt Byard wieder zu der meditativen Stimmung des Anfangs zurück und beendet das Stück.
Werner Stiefele merkte an, dass der Bandleader in den ersten sieben Minuten von Meditations und einer späteren Passage die übliche Arbeitsteilung in einer Band aufhob, „indem er seinen Kontrabass als vollwertiges Melodieinstrument einbrachte, während sich die Bläser auf fast minimalistische Wiederholungsfiguren zurückzogen“.
Es folgt die viertelstündige, Eric Dolphy gewidmete Komposition So Long Eric, die nach Dolphys Tod in diesem Jahr 1964 zu einem „Klagelied“; hier jedoch war Mingus’ Blues zur „Feier des Musikers“ gemeint. Nach Mingus einleitendem Solo und der Themenvorstellung durch das Ensemble hat Johnny Coles das erste Solo, eingerahmt von Blues-betonten Spiel der Rhythmusgruppe, besonders von wuchtigen Bass und Zurufen Mingus´; auch bei Jaki Byrds anschließenden zitatreichen Solo sind immer wieder seine Zurufe zu hören. Die Jump-Blues-Stimmung setzt sich mit Clifford Jordans Solo fort, bis schließlich das Themenspiel die Richtung verändert.
„Auch die Einleitung zu So Long Eric ist ein exzellentes Bassfeature“, schrieb Werner Stiefele, „hier jedoch begibt sich Mingus in den Tutti in die Begleitrolle. Die Ensemblepassagen sind – auch eine Besonderheit Mingus – facettenreich arrangiert, und jeder der Solisten hat Raum für ausführliche Soli.“
Die Rarität dieses Konzerts war die Zugabe When Irish Eyes Are Smiling, eine seltene Jazz-Version eines berühmten Folkstücks, das sonst zu Ehren des Saint Patrick’s Day gespielt wird, und schließlich noch Mingus´einzige Interpretation des Fats-Waller-Klassikers Jitterbug Waltz im ¾-Takt. Eric Dolphy tue sich hier mit seinem einzigartigen Flötenspiel hervor. er spiele hier eine Jazzflöte wie sonst keiner. Chris Slavecki meinte zum Ende des Albums, Dolphys „tänzerische Flöte sei das perfekte Instrument, um zum Finale dieses Abends zu führen, Fats Waller’s lustigem und lebendigen ‚Jitterbug Waltz‘.“ Werner Stiefele resümiert, „die humorvolle Version“ des Jitterbug Waltz sei „eine vergnügliche Fusion aus Alt und Neu.“

## Bewertung des Albums
Auch wenn dieses Mingus-Sextett durch weitere Aufnahmen des Jahres 1964 gut dokumentiert wäre, sei Cornell 1964 nach Ansicht des Kritikers Greg Camphire „ein einzigartiger Auftritt, der in umfangreichen Diskographie des Bandleaders ohnesgleichen sei“; so gesehen sei Cornell 1964 nicht irgendeine Wiederveröffentlichung, „sondern im Vertrauen gesagt, ein Jazz-Klassiker und monumentales Porträt einer All-Star-Formation auf dem Höhepunkt ihrer Kräfte“. Die sechs Musiker klängen oft, als ob es mehr wären; Mingus zeige einen Sinn für eine detaillierte Orchestrierung, die den starken Ellington-Einfluss offenbare. Der Mitschnitt beeindrucke auch durch die Live-Atmosphäre, in der Mingus hörbar seine Musiker anfeuere und darüber hinaus das Publikum begeistere.
Der Kritiker Mark F. Turner hebt in seiner Besprechung des Albums außer dem Treffen der zwei „Giganten“ Mingus und Dolphy auch die hohe Qualität der weiteren Mingus-Musiker Jaki Byard, Johnny Coles, Clifford Jordan und Dannie Richmond hervor. Der Mitschnitt biete nicht nur Versionen seiner berühmten Titel wie den Fables of Faubus, sondern gebe auch das Vergnügen wieder, dass die Musiker bei ihrem Programm hatten; es sei eine „stressfreie Atmosphäre“ – im Gegensatz zu manch anderen Mingus-Engagements – gewesen und die Musiker genossen ganz offensichtlich ihre Musik und die Resonanz des Publikums. Dolphy spiele im abschließenden Jitterbug Waltz eine Jazzflöte wie sonst keiner. Es seien „so viele strahlende Augenblicke auf diesem wiederentdeckten historischem Dokument“. Der Schatten dieser Musiker sei „noch bis heute erkennbar“ und dieses Konzert sei „das Testament ihrer Größe, das hoffentlich für Jahre andauern würde“.
Der Kritiker Samuel Chell hebt das eindrucksvolle Solo Clifford Jordans Solo in „Fables of Faubus“ hervor, und Johnny Coles sei hier „der elfenhaft-rätselhafte Einzelgänger“, der hier besser zur Geltung komme als bei den zuvor erschienenen europäischen Aufnahmen der Gruppe, wie etwa The Great Concert, Paris 1964; er habe hier genug Gelegenheit daran zu erinnern, dass er Gil Evans’ bevorzugter Trompeter nach Miles Davis war. Samuel Chell sieht Mingus at Cornell 1964 auf der gleichen Stufe wie den Mitschnitt des Pariser Mingus-Konzert vom Sommer. Auch wenn für Cornell spreche, dass Coles anwesend sei, der ja während der Tournee im Sommer erkrankte, mache das spätere Paris-Gastspiel der fünf Mitglieder des Mingus-„Sextetts“ den Verlust von Coles’ Trompetenstimme wieder wett. Dennoch sei das Spiel der Formation auf Cornell „feuriger“ – was besonders Clifford Jordans Solo in Fables of Faubus betreffe; außerdem sei der Austausch zwischen Dolphy und Jordan „explosiver und spannender“, insbesondere in der Version von So Long, Eric. Auffälliger Unterschied zum Pariser Konzert sei hier auch die offenere Zugänglichkeit Mingus’ zum Publikum. Nach Ansicht Chells gebe die sehr zufriedenstellende Musik ein runderes Bild des ausgezeichneten Mingus-Ensembles der legendären 1964er Tournee, und wenn auch verständlicherweise Eric Dolphy immer der Magnet dieser Band war, war doch jeder der Solisten mit großem Vorteil auf diesem frühen amerikanischen Konzert zu hören. Resümierend hält der Autor fest, dass der Cornell-Mitschnitt so etwas sei „wie die unerlässliche Vorbereitung für das große Ereignis“, (der bevorstehenden Tournee).
Für Greg Camphire hingegen sei Coles´Anwesenheit wie eine besondere Offenbarung angesichts seines späteren Ausfalls auf der Europatour; er erwähnt daher seinen Beitrag in der Zugabe When Irish Eyes Are Smiling, bei dem er mit einem „immens vollen Ton“ mit harmonischen Erfindungen überrasche.
Nach Ansicht von Gary Giddins war der Cornell-Auftritt ein „Festival der Debüts“: es sei sozusagen nach der Ausarbeitung im Five Spot „die Uraufführung des Programms“, das das Mingus-Sextett in der Town Hall im April ’64 und später im Sommer in Holland, Norwegen, Schweden, Dänemark, Frankreich und Deutschland spielen sollte. Dennoch sei der Cornell-Mitschnitt kein einfaches Dokument des Übergangs, sondern biete Versionen der Titel, die gleich gut oder noch besser seien als die im Verlauf des Jahres in Europa eingespielten Versionen.
Für Werner Stiefele gehört das vierminütige Solo Mingus’ über Sophisticated Lady – es zählte auch bei der folgenden Europatournee zum Konzertrepertoire – „zu den Highlights der Bassgeschichte.“
Thom Jurek betont im Allmusic, der das Album mit 4½ Sternen auszeichnete, dass bis zum Erscheinen dieses Mitschnitts die Aufnahmen aus der Town Hall drei Wochen später der Standard für diese Band waren; nun sei es wohl Cornell 1964, das „dessen Platz in den Annalen des Kanons einnehme“.
Der Kritiker Chris Slavecki nannte den wiederentdeckten Konzert-Mitschnitt mit einer von Mingus’ Lieblingsbands „streitlustig, ausufernd und historisch“; das Konzert bewege sich „so sicher durch dieses Programm aus Mingus-Originalen und Nummern von Strayhorn, Ellington und Waller, dass man verwundert Cornell 1964 als den Sound von Mingus eigener Geschichte des amerikanischen Jazz erlebe, oder sogar noch mehr, den Klang dessen, wie er sich seinen Platz in dieser Geschichte schreibe“.

## Die Titel
Blue Note Records CDP 0946 3 92210-2-8
CD1:
1. Opening – 0:17
2. ATFW You (Jaki Byard) – 4:26
3. Sophisticated Lady (Ellington, Mills, Parish) – 3:23
4. Fables of Faubus – 29:42
5. Orange Was the Color of Her Dress, Then Blue Silk – 15:05
6. Take the “A” Train (Strayhorn) – 17:26

CD2:
1. Meditations – 31:23
2. So Long Eric – 15:33
3. When Irish Eyes Are Smiling (trad) 6:07
4. Jitterbug Waltz (Waller) 9:59

(Alle anderen Kompositionen stammen von Charles Mimgus)